# 地域猫
地域猫（ちいきねこ）とは、「地域の理解と協力を得て、地域住民の認知と合意が得られている、特定の飼い主のいない外猫」を指す。地域猫活動（ちいきねこかつどう）とは、「不妊去勢手術を行ったり、新しい飼い主を探して飼い猫にしていくことで、将来的に飼い主のいない猫をなくしていくことを目的とした活動」であり、頭数抑制効果を得るには、地域の野良猫全体の 51%以上に不妊去勢手術を施す必要があるとされる。そのような活動により管理されている野良猫が地域猫と呼ばれることになる。管理実態によっては飼い主のいる猫、または飼い主のいない猫として判断される場合もある。本項では地域猫および地域猫活動について記す。

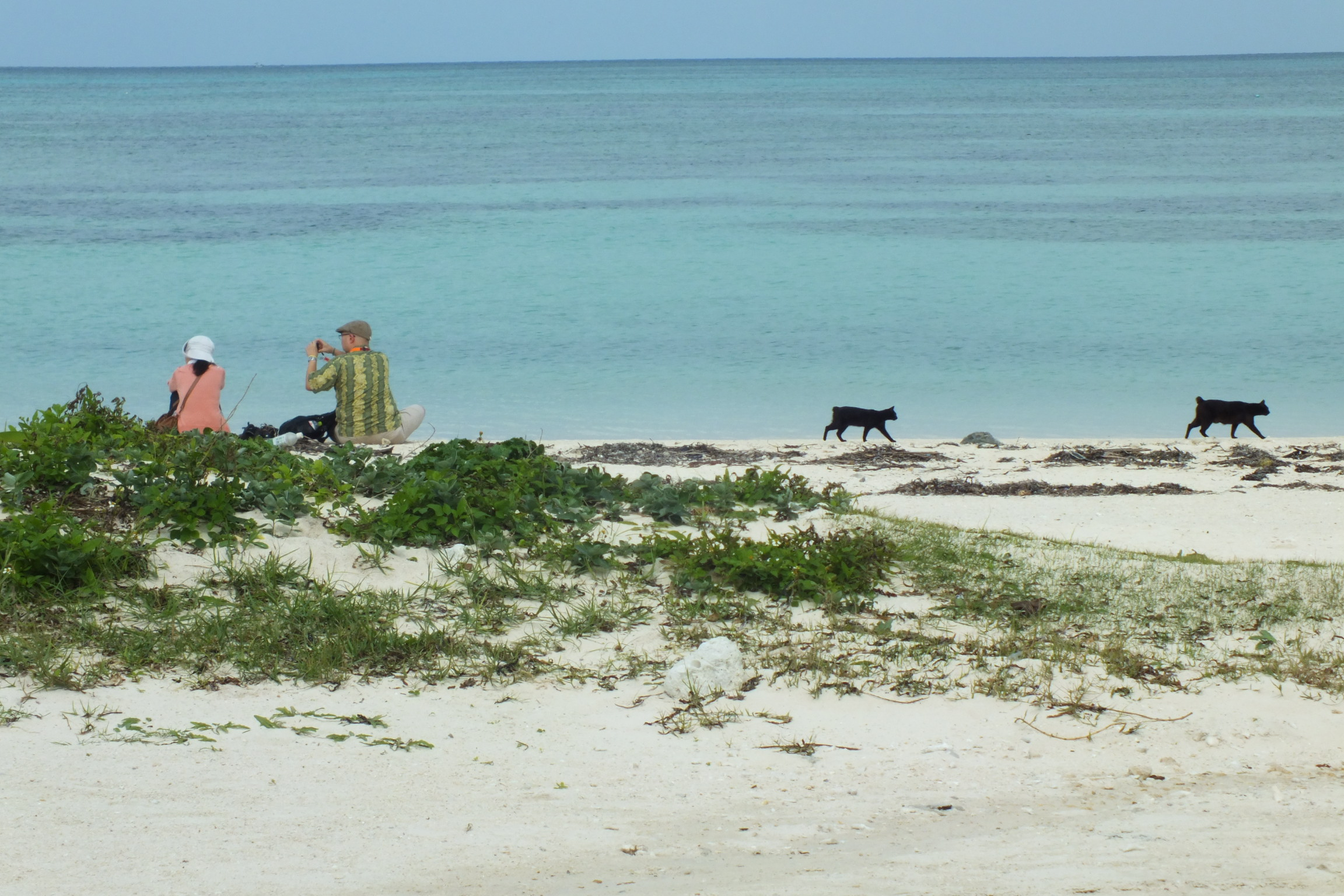
コンドイ浜（竹富島）の人間とネコ。

## 活動の定義
自治体や地域、団体ごとに地域猫や地域猫活動の定義は多少の違いがあるが、以下の点がポイントとなる。

### 飼い主のいない猫の抑制
不妊手術や地域などによる数の管理、飼い主の募集などを利用して、最終的に飼い主のいない猫をなくすことを目的とした、過渡的対策である。
その際に捕獲（Trap）・去勢（Neuter）・返還（Return）を行うTNR活動を通して野良猫の繁殖を防ぐなどの手法が取られる。自治体によっては避妊手術のための助成金が出るケースがある。手術が施された猫は手術されていない猫との判別がつくように、片方の耳にV字の切り込みが入れられる。この耳の形が桜の花弁のように見えることから、地域猫のことをさくら猫とも呼ぶと、児童文学作家の今西乃子は称している。この猫の数を維持しつつ地域の管理下に置き、猫はそこで一生を送る。同時に猫を含む動物の遺棄が動物の愛護及び管理に関する法律において禁じられていることを周知し、新しい猫が増えるのを防ぐ必要がある。一般的にはメスが左耳、オスが右耳に切り込みが付く。

### 地域住民とのトラブル防止
公衆衛生
猫への餌やりと給水、糞の処理、猫が餌を確保するためのゴミ漁りの阻止の他、餌の後始末の不備による害鳥・害獣・害虫被害、地域住民の健康被害になりうる猫アレルギーやトキソプラズマ症などの人獣共通感染症などへの対策が必要となる。
糞尿被害
協力者によるトイレの設置やその片付けが必要となる。
猫の餌
手術を予定している、あるいは手術の終わった猫に対して特定の時間に最低限の餌を与え、後片付けを徹底する必要がある。特に置き餌を続けると猫の流入が止まらず、取り組み自体が破綻する。
生活圏への侵入
猫が民家の庭などに入り、排泄や行動によってガーデニング、農作物などに被害を及ぼすケースもある。また住宅で飼っているペットが襲われることもある。

### 地域住民の理解の獲得

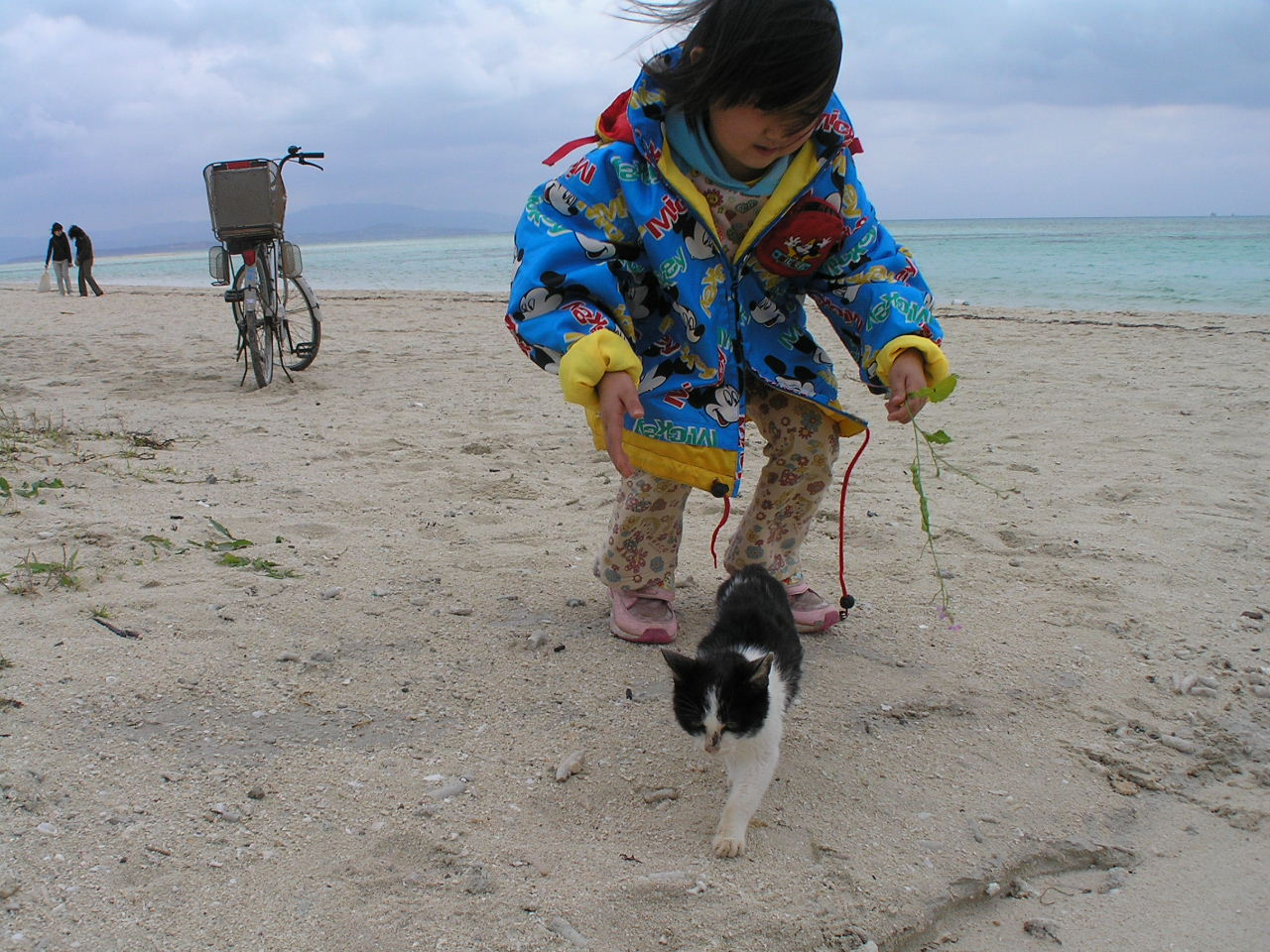
コンドイ浜にて撮影された少女と猫

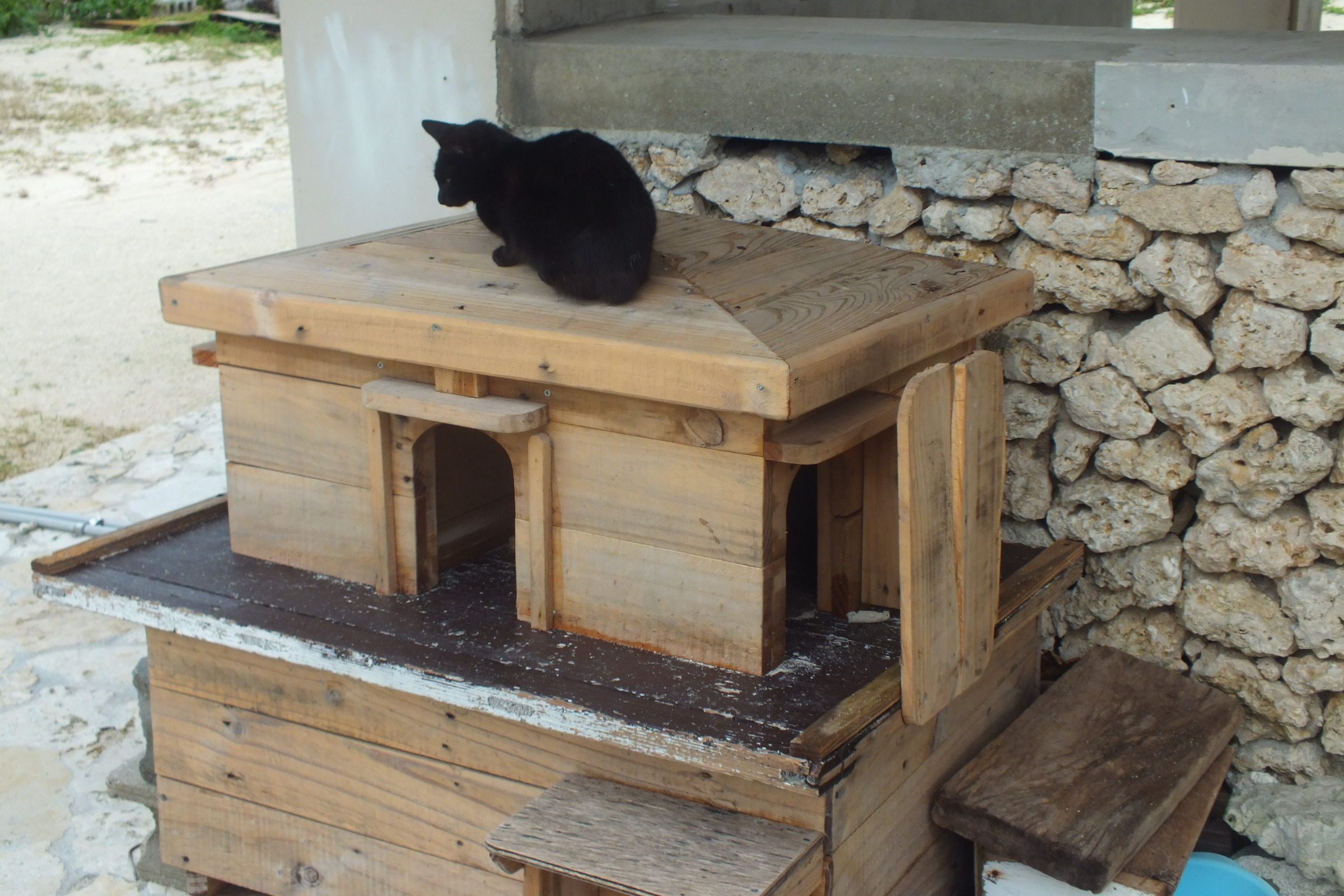
コンドイ浜の猫小屋

猫の飼育義務は「家庭動物等の飼育及び保管に関する基準」に記載はあるものの、犬のように狂犬病予防法に基づいた係留義務や登録制度などが設けられていない。行政が所有者のいる猫を無断で処分した場合、窃盗罪、占有離脱物横領罪、器物損壊罪に該当する可能性があるほか、民法の使用者責任に基づいて損害賠償請求の可能性や、公務員の不法行為責任に問われる可能性を横浜市職員で地域猫の発案者である黒澤泰は指摘している。また地域住民それぞれの立場や状況が異なることから、地域の中で問題を共有し、人間の問題であることを理解してもらうことが地域猫活動には必要とされる。その際に不妊手術の徹底と周辺地域で守られるルールの制定などが重要であることを黒澤は述べている。

## 実施事例

### 日本での事例
殺処分については、動物愛護の観点から批判的に捉えられることが多く、自治体によっては殺処分される猫をなくすことを目標とする地域もある。日本において地域猫運動を条例の制定や飼い主のいない猫の不妊化手術費用の援助・捕獲器の貸し出し・講習会などで支援している行政を対象に行ったアンケート調査（2008年度）では、「（保健所などにおける）猫の処分数が減った」と解答した行政は13.2%であった。前述した2008年の調査では地域猫の定義自体に関する意見もあったが、「住民間の親密度が増した」（23.1%）や「猫に関する苦情が減った」（20.1%）とする意見が見られた。
- 東京都足立区において、2015年から2017年に帝京科学大学大学院の研究グループが、地域猫活動を実施した地域と実施しなかった地域とで双方の猫の頭数変化や生態を比較した。地域猫活動の実施地域の面積は0.16㎢、1433世帯、人口3225人、去勢率44%でであり、非実施地域の面積は0.264㎢、1903世帯、人口3802人、去勢率15%であった。結果としては両方の地域で似た様な割合で猫の頭数が減少しており、当該地域における地域猫活動は猫の頭数を殊更に増加も減少もさせなかったと考えられ、地域猫活動の効果によって頭数を減らすには更なる去勢率の向上と、猫の譲渡数を増やす事が必要だとされた[29]。

- 茨城県では地域猫活動を支援しており、その効果として2019年に活動を実施した25市町村から、繁殖の防止・野良猫の数の減少（55.0%）、糞尿被害及び糞尿被害に関する苦情の減少（26.8%）、鳴き声及び鳴き声に関する苦情の減少（26.8%）といった実質的な被害の改善が報告された[30]。

- 千葉県市原市では、市原市飼い主のいない猫の不妊・去勢手術費助成事業実施要綱に基づき、抽選で不妊・去勢手術の助成を行っている[31]。令和6年度 市原市飼い主のいない猫の不妊・去勢手術費助成事業の御案内 市原市役所保健福祉課において、2024年に行われた事業が確認できる。令和4年度 市原市飼い主のいない猫の不妊・去勢手術費助成事業の御案内 市原市役所保健福祉課により、2022年には事業が開始されていたことが確認できる。

- 横浜市において、九州保健福祉大学の研究グループが2001年から2011年までに行われた地域猫活動の内容分析を行った。活動した14の団体中で地域猫の頭数に減少傾向が見られたのは6団体、あまり変化が見られなかったのは2団体、増加傾向が見られたのは6団体であった[32]。横浜市は地域猫運動の発祥の地であり、古くから運動に取り組んできた[33][34]。横浜市が公開している健康福祉事業年報の動物愛護管理の項目によれば、飼い主不明猫（野良猫）による苦情件数は2003年の3683件から2019年の1478件まで減少した[35]。

- 長野県松本市のあがたの森公園において2002年から2006年の間に地域猫活動を実践した。活動以前は毎年多数の猫が公園に捨てられていたが、行政とボランティアが共同して不妊手術や猫の捕獲や生態を調査管理し、収集したデータを地域猫飼育管理カードなどで記録するなどの地域猫活動を行った結果、4年間で猫の頭数は30頭から5頭にまで減少した[36]。

- 大阪市では2010年度から大阪市の管理区域である都市公園で去勢・避妊手術済みの猫を地域の合意に基づいて管理するという「所有者不明猫適正管理推進事業」を制定・施行した[37]。大阪市は、事業推進の結果として猫の殺処分数が最も多かった1992年度の5,863匹から2020年度は401匹となり、約93%減少したと発表した。所有者不明猫（野良猫）の引き取り数も、2006年の4519匹から2020年の416匹まで減少した[38]。また、どうぶつ基金と大阪ねこの会は、2011年から2019年に掛けて集中的にTNRや地域猫活動を実施した結果として、大阪市では「飼い主不明幼齢猫」の引き取り数が大幅に減少し8年で12%に（全国では8年で40%）減少したと発表している[39]。

- 京都市において、2010年度から「まちねこ活動支援事業」を実施し、事業実施から10年経過した時点で効果を検証した。それによれば、路上で死亡した猫が2014年の5169匹から2019年の3715匹まで減少し、動物愛護センターに収容された野良猫は2010年の1525匹から2019年の855匹まで減少した。京都市はこの結果について、「まちねこ活動」の広がりによって新たに生まれる野良猫が減少したことが，愛護センターへの収容数と路上死亡数を減少させた一因だと推測した。また、活動地域から提出された活動報告書をもとに猫の頭数変化を調べた結果、1年や2年でなく3年以上といった一定期間以上活動を継続し、尚且つ避妊去勢手術の実施率を高く保つことで野良猫を減少させる効果があると分析された[40]。また、期間中に市に寄せられた猫の苦情件数は、2010年の1403件から2019年の660件まで減少した[41]。

- 長崎市では野良猫の不妊・去勢手術費を市が助成する「まちねこ不妊化推進事業」が活用され「地域猫活動」が後押しされており、助成対象になるかどうかは当該団体が不妊・去勢手術後の見守りができるかや、給餌、ふんの掃除などに取り組めるかを確認し決められる。地域猫活動の開始前年度の2013年度から2020年度までの間の7年間で自治会やボランティア団体など156件に助成を行い、年間の殺処分数（自然死含む）は当初の年間1992匹から72%減の年間543匹に減った。長崎市の動物愛護センターの松永唯史所長は「市の事業を活用してもらったり、独自で活動に取り組んでもらったりしているおかげで、殺処分数は減少している」と語った[42]。

- 広島県尾道市の観光地の事例では、地域猫プログラム実施地域の猫の個体群動態を、ルートセンサス、定点観測、GPSトラッキングの3つの手法を組み合わせて調査した結果、30匹の猫のうち11匹しか地域猫プログラム実施地域に留まらなかったことが判明した。さらに、新たに13匹の非去勢猫が外部から流入していたことが明らかとなり、地域猫計画の効果は限定的であることが示唆された。本結果は、猫の入れ替わりが激しいため、地域猫プログラムは猫の生涯管理をサポートすることができず、猫の繁殖を制限するものでもなければ、猫の福祉を向上させるものでもないとして、地域猫プログラムが謳っている効果を否定するものだと結論付けている[43]。また、同地域の地域猫の健康状態を評価したところ、脱毛、歯肉炎、切歯の喪失、貧血、尿糖などの健康問題が確認され、16.7%の猫が猫エイズの陽性反応を示した。さらに、これらの猫は人獣共通感染症の病原菌を保菌していることが判明し、環境客や住民らへの健康上の危険をもたらしている。これらの猫のほとんどは医療行為が必要であることから、地域猫として維持するのではなく譲渡に出すべきであり、地域猫計画の包括的な見直しが必要であることが提言されている[44]。

- 岐阜県笠松町では、笠松競馬場周辺に飼い主のいない猫が住みついており数が増え続けていた。そして、同競馬場の厩舎移転計画が進む中で居場所を失うであろう猫たちに対して町は、ボランティア団体や岐阜県地方競馬組合と協力して捕獲・不妊手術等を実施してきた。不妊手術を施した猫のためのシェルターを空き厩舎を利用して整備することにし、その改装費用やシェルターの運営費用等に充てるために2023年にクラウドファンディングを実施して寄付を募った[45]。

### アメリカでの事例
- フロリダ州のセントラルフロリダ大学のキャンパスで1996年から2019年の間にTNRを実施し、効果を検証したところ204頭中178頭（全体の85%）が不妊手術を受け、その結果コミュニティの猫の数が85%減少したことが分かり、TNR活動を継続的に管理すれば、長期間に渡って様々な条件下であっても効果を発揮することが示唆された[46]。

- ノースカロライナ州で行われたTNRの長期研究では、最初の2年間に不妊手術済みの猫の6つのコロニーで平均36%の個体減少を記録した一方、未手術の3つのコロニーでは個体数が平均47%増加したとされ、猫を減少させるには地域内の75〜80%の個体に不妊手術を施す必要があるとされた[47]。また、不妊手術が実施されたコロニーでは後に行われた4〜7年間の追跡調査でも更なる猫の個体数減少が記録された[48]。

- イリノイ州シカゴ市のフンボルトパーク（英語版）で10年に渡って行われたTNRの取り組みを調べた結果、195頭中180頭（全体の92.3%）が不妊手術を受け、近隣の野良猫の個体数を82%削減したと結論付けられた[49]。

- マサチューセッツ州のニューベリーポートで1992年から17年間行われたTNR活動を検証した結果、手術実施率を100%にするという目的が達成され地域内の全ての野良猫が不妊または去勢された状態になり、その結果として当初の推定で約300匹いた野良猫が全て排除された事が分かった。捕獲された猫の3分の1は里親に引き取られ、残りは不妊手術およびワクチン接種を受け、時間経過と共に猫の数は減少した。この研究論文は、検証によってTNRの潜在的な有効性が明らかになったと結論した[50]。

## 課題

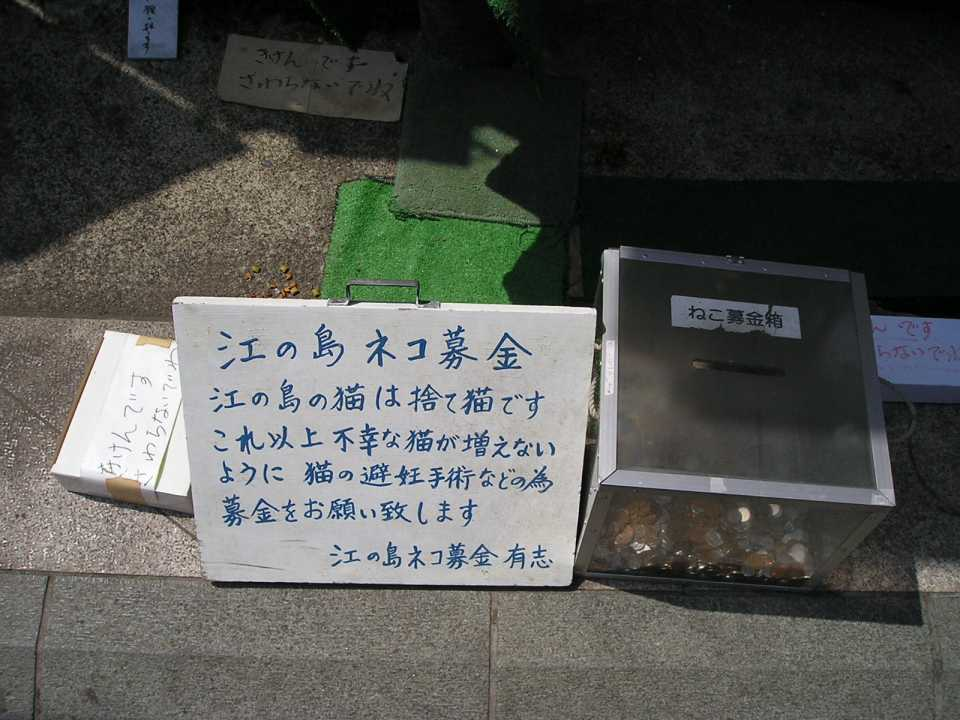
捨て猫の避妊費用支援を募る募金箱。（江の島にて撮影）

### 定義の一人歩き
地域猫という定義のされていない単語や成果だけが注目され、エサやりの肯定など猫を好む側の自己満足になっていることが指摘されている。具体的には、餌やりを正当化する目的で地域猫を利用したり、自ら飼育できない猫を地域や住民に押し付けるケースが報告されている。中には賛成派と反対派の合意がないまま進めてしまい地域の対立となるケースも存在する。東京地方裁判所の判例では餌を与えるだけで住民理解を得られない場合や、管理活動を行っていない場合は地域猫活動とみなされない。また猫は屋外での生活でも4、5年ほど生き続けることもある。
そのため地域の構成員が変わったために認識の差異によるトラブルの発生や、反発する人間による虐待などが発生することもある。自治体によっては殺処分を行わざるを得ない状況に陥っていたり、予算や人員の制限、処分を希望する側と生存を希望する側の板挟みの状況などが指摘されている。

### 頭数抑制運動
欧米におけるTNR活動において、アメリカ連邦政府野生動物生物庁（U.S Fish and Wildlife Service）は2009年の時点では「個体数が増加も減少もしておらず、TNRの成功事例はひとつもなく、去勢しても野生動物減少に対し即効性がない」と報告しているなど、有効性がないとする意見が存在する。
そもそもの目的である頭数の減少は、TNR活動に掛かる労力が大きすぎることが課題として挙げられている。鳥類学者でスミソニアン動物園保全生物研究所渡り鳥研究センター所長のピーター・P・マラおよびサイエンスライターのクリス・カンテラは、著書でこの効果を研究した論文について言及している。彼らは2006年に発表されたノースカロライナ州立大学のフェリシア・ナターの野外の猫の生存率に関する研究およびカリフォルニア州立大学生物学部の理論生物学者であるパトリック・フォーリーのチームの研究に触れ、前者はほぼ100%の猫の不妊化達成並びに他の地域から猫が移入しない場合に限りTNRが対象とする範囲の中での野良猫の生息数の減退に有効であると結論付け、後者は1992年から2003年のカリフォルニア州サンディエゴでの検証と1998年から2004年のフロリダ州アラチュアでの検証から、それぞれTNRが一定範囲内の猫の生息数を減少させるには71 - 94%の猫の去勢および不妊手術が必要で、それは現実的な数値ではないと結論付けている。

### 捨て猫
地域猫活動はこれら猫の数を住民らが容認できるレベル以下に統制するという趣旨が理解されず、近隣から猫を捨てられて猫の数が制御できなくなると、活動そのものが崩壊する。対策として、発見した場合の警察への通報や看板の設置などが挙げられる。2016年に「全国公衆衛生獣医師協議会全国大会」で最優秀賞に選ばれた東京都台東区は、捨てられたネコがカラスに捕食されるなどの実態をポスターを用いて説明するなどの対策を講じている。

### 地域猫への迫害
外猫である地域猫を虐待していたり、独自に敷地内に罠を仕掛けたりしているケースがあるとされ、事件として取り上げられることもある。具体事例としては、毒殺が疑われる不審死のケースや、禁止猟具であるトラバサミによって足を負傷した個体が保護されたとするケースでは、いずれも動物愛護法違反の疑いで警察による捜査が行われた。また新しく地域猫活動を始めた結果、その地域にて動物虐待が行われていたことが発覚するケースもある。

### 調査結果の精度
2008年の調査では猫の引き取り数や殺処分数の増減において、自治体の地域猫活動への支援が影響したかに関して直接の影響は見られなかったが、地域猫運動の支援を行っている自治体の多くが2004年度よりと経過年数が浅く、行政が地域猫活動に取り組んだ時期の影響も考慮する必要があると報告されている。